# Haanmeer
Het Haanmeer of Heenmeer is een droogmakerij en voormalig meer in Friesland tussen Koudum en Hindeloopen. In 1858 werd het 177 hectare grote meer drooggelegd. De naam Haanmeer is een verbastering van het Friese Heanmar. Deze naam verwijst naar de plant Hean (Heen of Zeebies) die hier veelvuldig voorkwam.
De polder die ontstond na de drooglegging is een landbouwgebied met weinig bebouwing en ligt op het diepste punt 2,5 meter onder NAP. Tegenwoordig is de polder in beheer bij Staatsbosbeheer. Er staat onder andere een vogelkijkhut. 